# Maule
Maule là một xã của Pháp nằm ở tỉnh Yvelines (Quận Mantes-la-Jolie) trong vùng Île-de-France. Xã này thuộc tổng Aubergenville.

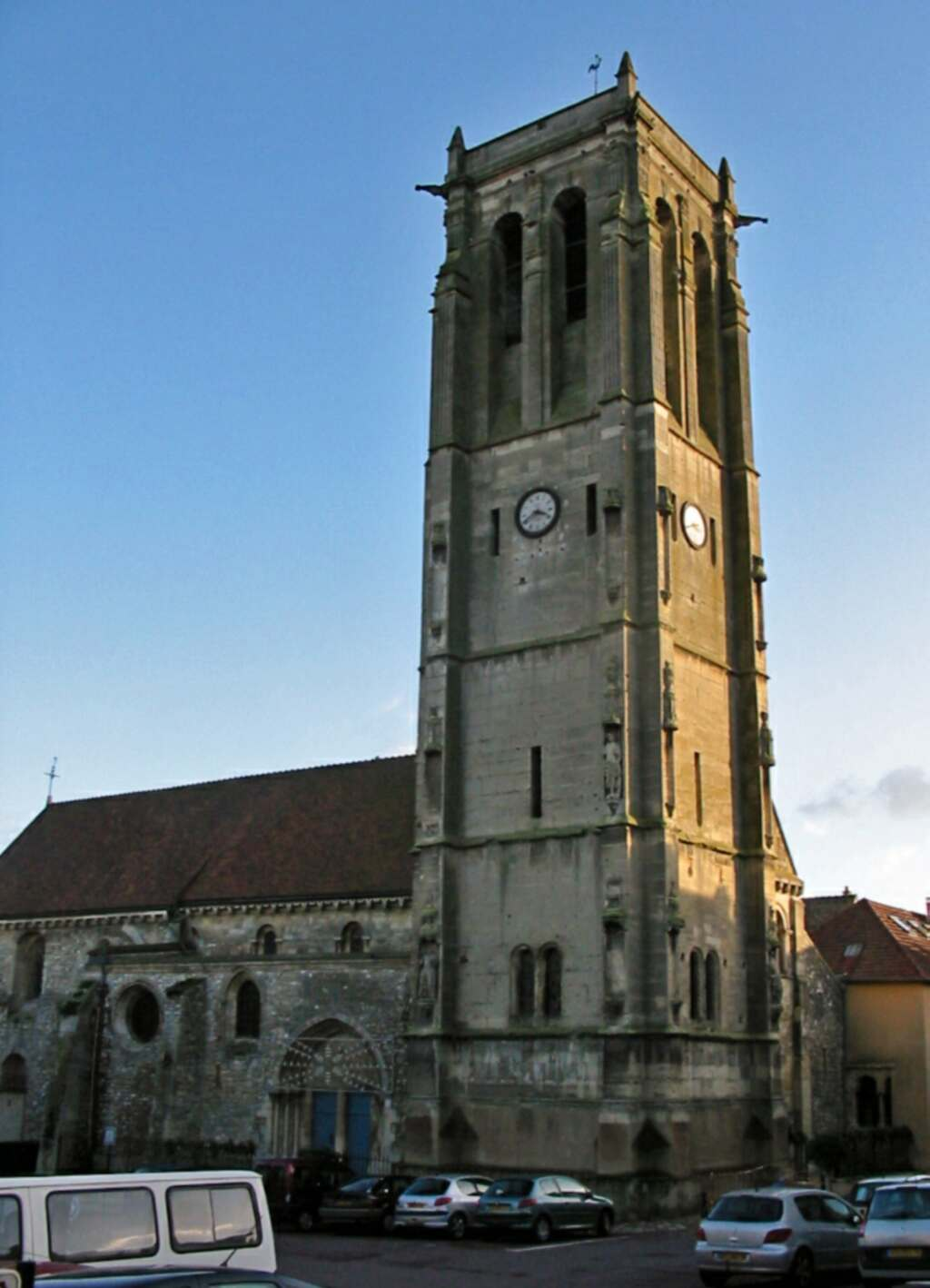
Nhà thờ Saint-Nicolas

Các xã giáp ranh gồm: Aulnay-sur-Mauldre về phía bắc, Bazemont về phía đông bắc, Herbeville về phía đông, Mareil-sur-Mauldre về phía đông nam, Montainville về phía nam, Andelu về phía tây nam, Jumeauville về phía tây, Épône về phía tây bắc và La Falaise về phía bắc-tây-bắc.

## Hành chính
| Tên              | Nhiệm kỳ           | Đảng          |
| ---------------- | ------------------ | ------------- |
| Bernard Fourmont | - 1965             |               |
| Daniel Demaison  | 1965 - 2008        | UMP           |
| Laurent Richard  | 2008 - En fonction | Divers droite |

## Biến động dân số
| 1793  | 1800  | 1806  | 1821  | 1831  | 1836  | 1841  | 1846  | 1851  |
| ----- | ----- | ----- | ----- | ----- | ----- | ----- | ----- | ----- |
| 1 406 | 1 175 | 1 203 | 1 154 | 1 303 | 1 270 | 1 241 | 1 300 | 1 264 |

| 1856  | 1861  | 1866  | 1872  | 1876  | 1881  | 1886  | 1891  | 1896  |
| ----- | ----- | ----- | ----- | ----- | ----- | ----- | ----- | ----- |
| 1 277 | 1 362 | 1 345 | 1 350 | 1 311 | 1 300 | 1 298 | 1 267 | 1 324 |

| 1901  | 1906  | 1911  | 1921  | 1926  | 1931  | 1936  | 1946  | 1954  |
| ----- | ----- | ----- | ----- | ----- | ----- | ----- | ----- | ----- |
| 1 369 | 1 473 | 1 530 | 1 540 | 1 495 | 1 617 | 1 546 | 1 615 | 1 830 |

| 1962                                         | 1968  | 1975  | 1982  | 1990  | 1999  | - | - | - |
| -------------------------------------------- | ----- | ----- | ----- | ----- | ----- | - | - | - |
| 2 938                                        | 3 529 | 4 185 | 5 360 | 5 751 | 5 863 | - | - | - |
| Số liệu kể từ 1962 : dân số không tính trùng |       |       |       |       |       |   |   |   |